# Villa Il Diluvio
Die Villa il Diluvio (Diluvio ‚Die Sintflut‘) ist eine historische italienische Residenz in der Via di Mosciano in Scandicci (Florenz).

## Geschichte
Die Villa verdankt ihren kuriosen Namen einem heftigen Wolkenbruch, der den Ort heimsuchte und bei den Bewohnern der Gegend eine unauslöschliche Spur hinterließ.
Die ersten Besitzer waren die Guidetti, reiche Florentiner Kaufleute, die sie 1443 der Familie Geri schenkten. Im Jahre 1539 wurde der Besitz von der Familie Mannucci erworben und ging dann an die Familien Primerani (1563), Gardi (1608), Cerchi, Lenzi und Buccetti über.
Im Jahr 1693 erwarben die Ximenes d’Aragona, eine einflussreiche spanische Familie jüdischer Abstammung, die sich in Florenz niedergelassen hatte, die Villa, restaurierten sie und gaben ihr das heutige Aussehen aus dem 18. Jahrhundert.
Zwischen 1726 und 1731 arbeiteten hier im Auftrag der florentinischen Adelsfamilie, die Familie Fortini, einer Familie von Ingenieuren, Stuckateuren und Architekten. Benedetto war für die Dekoration des Hauptsaals der Villa verantwortlich. Im Jahr 1750 wurde die heutige Fassade ohne die krönende Uhr errichtet. Im 19. Jahrhundert ging der Besitz an Desiderio De Filippi (von 1827 bis 1847), dann an die Familie Gazzeri (die einen herrlichen romantischen Garten anlegte), danach an die Familie Parigi und schließlich an die heutigen Besitzer, die Familie Pinucci.

## Beschreibung
Jahrhunderts wurde das Gebäude um ein Stockwerk erhöht und seitlich erweitert. Die beiden Seitenflügel aus dem 18. Jahrhundert wurden etwas zurückgesetzt vom Hauptteil der Villa errichtet. Benedetto Fortini freskierte den zentralen Saal mit Statuen und verschiedenen allegorischen Figuren. Zwischen den Türen sind Fresken zu sehen, die römische Ruinenlandschaften nachahmen. Sein Bruder Giovacchino war hier als Architekt tätig.
Eine Gedenktafel im ersten Stock erinnert an Großherzog Peter Leopold, der auf seinen Jagdausflügen mehrmals in der Villa verweilte.
An der Fassade befindet sich das Wappen der Familie Ximenes.
Im Inneren des schönen Parks befinden sich ein Zitronenhain, mehrere Steineichen und zwei über 100 Jahre alte Magnolien. Außerhalb der Grünanlage befindet sich ein monumentales Nymphäum.
Die Kapelle, die noch heute geweiht ist, befindet sich auf der linken Seite der Villa. Es ist jedoch bekannt, dass sie mehrmals versetzt und umgebaut wurde: Aus dem toskanischen Kataster von 1832 geht hervor, dass die Kapelle an der Straße nach Mosciano stand, also rechts vom Eingang der Villa. Später wurde sie in die nordwestliche Ecke des Erdgeschosses verlegt und schließlich in den 1930er Jahren an ihrem heutigen Standort wieder aufgebaut.